# Revolta da Farinha

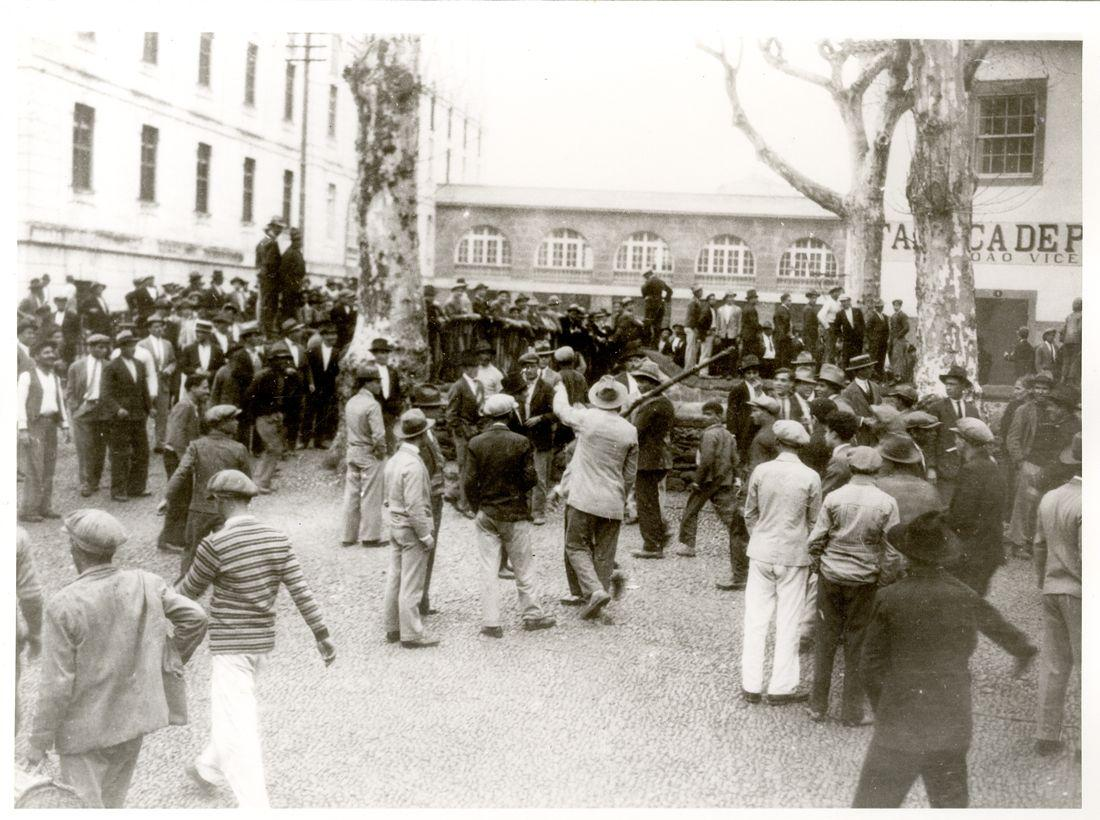
Populares revoltosos protestando na cidade do Funchal (Fevereiro de 1931).

A  Revolta da Farinha foi um levantamento popular ocorrido na Ilha da Madeira entre os dias 4 e 9 do mês de Fevereiro de 1931 como protesto contra um decreto que estabelecia a centralização, no Estado, da importação de trigo e cereais.

## Conjuntura nacional
Os efeitos económicos da Grande Depressão de 1929 fizeram-se sentir, ainda que de forma atenuada, em Portugal no início da década de 30. As medidas económicas encetadas por António de Oliveira Salazar, no últimos anos da década de 20, conseguiram suster, ou pelo menos adiar, o seu embate na economia portuguesa.
Em 1931, Portugal começa a sentir, em plena força, os efeitos da crise monetária europeia. O seu impacto torna-se bastante óbvio no sector bancário e cambial conduzindo a um claro agravamento da situação económica portuguesa. À interrupção das transferências vindas do Brasil acresce a desvalorização da libra que contribui para a diminuição das receitas de juro dos títulos de capital e depósitos no estrangeiro.
Verifica-se também o aumento da taxa de desemprego em Portugal, agravado pela redução da emigração. A isto junta-se a diminuição da cotação das exportações coloniais o que reduz, severamente, o rendimento do estado português.
Esta conjuntura económica e social “obriga” Salazar a colocar em prática um conjunto de medidas económicas restritivas que têm a sua expressão mais óbvia no Orçamento de Estado para 1931/1932, que prevê um corte na despesa de cerca de 7,8%.
As medidas económicas colocadas em prática pelo então ministro das finanças não incidem apenas sobre o sector público. A dureza das mesmas atinge também o sector privado com a aprovação do regulamento sobre o condicionamento das indústrias.

## Conjuntura regional
A realidade económica madeirense não era imune às dificuldades vivenciadas pelo resto do país, pelo contrário, era avolumada por uma série de agravantes regionais específicas que contribuíam para empolar o clima de descontentamento face à política económica e social liderada por Salazar.
Verificou-se, na economia madeirense, uma crise nas exportações tradicionais. Os principais sectores afectados foram exactamente os pilares das exportações: o turismo, a indústria dos bordados e a indústria dos lacticínios. A nível financeiro o impacto foi devastador, com a falência das principais casas bancárias madeirenses.
A este agregado de dificuldades financeiras e económicas acresce um descontentamento social generalizado contra o poder absoluto e centralizado do Estado, instalado em Lisboa. Grande parte da sociedade madeirense considerava-se abandonada e isolada, sistematicamente esquecida pelo resto do país. Este sentimento de marginalização, apesar de se ter iniciado nos anos 20, foi maximizado pela conjuntura económica e social da década de 30.

## O “Decreto da Fome” e a Revolta da Farinha

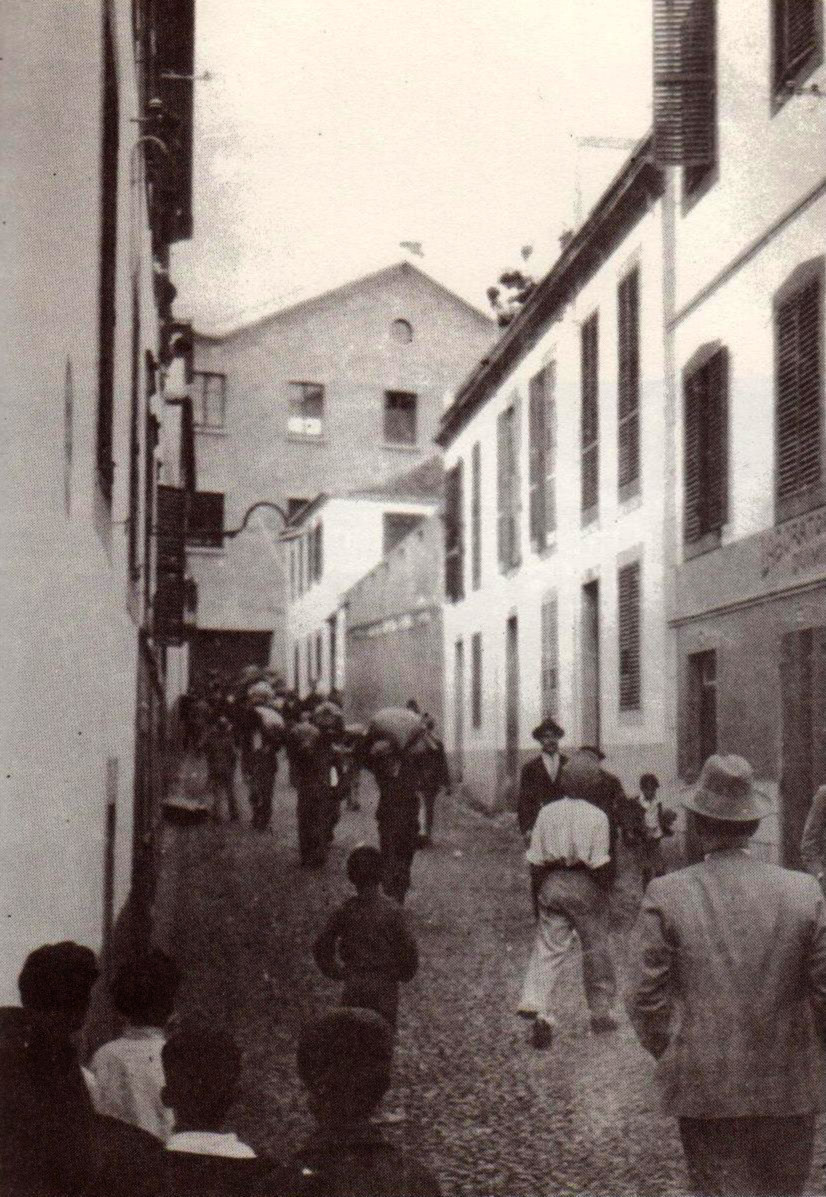
Populares transportando sacos de farinha roubados das moagens assaltadas (Fevereiro de 1931).

A 26 de Janeiro de 1931 o governo faz publicar em Diário da República o decreto 19.273 (mais  conhecido por “Decreto da Fome”) que acabava com a livre importação de trigo e farinhas, criando-se um regime de monopólio controlado por um grupo de proprietários das fábricas de moagens (ou moageiros). O efeito prático deste decreto seria  a quase total suspensão da importação de farinha e o consequente aumento do preço do pão.
O novo regime cerealífero originou um descontentamento geral que culminou com uma manifestação no dia 29 de Janeiro de 1931.
A indignação popular adensa-se quando, no dia 4 de Fevereiro de 1931, o decreto 19.273 é divulgado na imprensa local, tornando público o seu conteúdo. No dia seguinte o próprio Governador Civil da Madeira, coronel José Maria de Freitas, em nota oficiosa, manifesta-se desfavorável ao decreto.
A 5 de Fevereiro de 1931 “estala” vigorosamente a revolta e começam os motins, cujos impactos fizeram-se sentir, principalmente, na cidade do Funchal. O decreto 19.273 é apenas o detonador numa situação de descontentamento latente que se arrastava há já largos anos.
O levantamento popular obriga ao encerramento de vários estabelecimentos comerciais por toda a cidade do Funchal.  No dia 6 de Fevereiro inicia-se uma greve por parte dos estivadores que contribuiu para avolumar ainda mais o clima de convulsão social. São assaltadas e danificadas várias moagens bem como a Companhia Insular de Moinhos. As acções levadas a cabo pelos populares nesse dia resultaram em 5 mortos e diversos feridos. As manifestações de desagrado eclodem um pouco por toda a cidade e continuam activas até ao dia 9 de Fevereiro de 1931.
O governo central decide suspender o texto legislativo mas envia para a Madeira uma força militar (Companhia de Caçadores 5), liderada pelo coronel Silva Leal, e com poderes discricionários para proceder a prisões e deportações. Quando esta força desembarca na Madeira a situação já havia regressado à normalidade.
Não obstante inicia-se uma purga, alicerçada num clima de repressão e deportações, que contribuirá para lhe granjear uma grande impopularidade, quer entre a população quer entre os militares.
Ironicamente seriam alguns dos militares da força encabeçada por este coronel (sobretudo o Tenente Manuel Ferreira Camões)  que a 4 de Abril do mesmo ano, juntamente com outros políticos entretanto deportados,  comandariam o movimento revoltoso que ficou conhecido como a Revolta da Madeira e que estaria na génese da Revolta de 26 de Agosto.